# Urbancsik Gábor
Urbancsik Gábor (1907 – Budapest, 1971. december 21.) magyar bajnok labdarúgó, edző.

## Pályafutása

### Játékosként
Tagja volt az 1928–29-es bajnokságban aranyérmet nyert Hungária csapatának.

### Edzőként
Összesen 146 élvonalbeli mérkőzésen ült a kispadon. 1945–46-ban a Ferencváros, 1948–49-ben a Szentlőrinci AC, 1950–51-ben a Postás SE, 1950-ben a Bp. Kinizsi, 1954-ben a Szombathelyi Lokomotív vezetőedzője volt.

## Sikerei, díjai

### Játékosként
- Magyar bajnokság
  - bajnok: 1928–29